# أحمد أبو المعاطي
الشيخ أحمد أبو المعاطي (1 فبراير 1939 - 22 أكتوبر 2011) قارئ قرآن مصري ويعد أحد أعلام هذا المجال البارزين، من مواليد قرية الجوادية، مركز بلقاس، محافظة الدقهلية. كان نقيبا لقراء محافظتي الدقهلية ودمياط.
حفظ القرآن في سن صغيرة وبدأ بإحياء الحفلات وهو في سن لم يتجاوز الثانية عشر من عمره ثم تعلم المقامات الموسيقية على يد مدرس الموسيقى بمدرسة بلقاس الثانوية بنين وهي من أقدم المدارس في مصر. التحق الشيخ أحمد أبو المعاطي بالإذاعة المصرية في منتصف الثمانينيات ومنع من القراءة بالتليفزيون هو والشيخ حصان بسبب قرار ظالم من رئاسة التليفزيون بمنع المكفوفين من القراءة في التليفزيون مما دفع الشيخين الكريمين إلى رفع دعوى قضائية وحكم فيها لصالح الشيخ أحمد منذ وقت قريب ولكنهم امتحنوه وكأنه قارئ مبتدأ لكي يقرأ في التليفزيون وبعد اختباره أرسلوا له خطاب شكر على أداءه الرائع والشيخ أحمد كان يقيم في قريته الجوادية مركز بلقاس بمحافظة الدقهلية.

## وفاته
توفى يوم السبت 2 ذو الحجة 1432 هـ الموافق 22 أكتوبر 2011م وكان العزاء الأحد 23 أكتوبر 2011م.